# حفار ساق التفاح

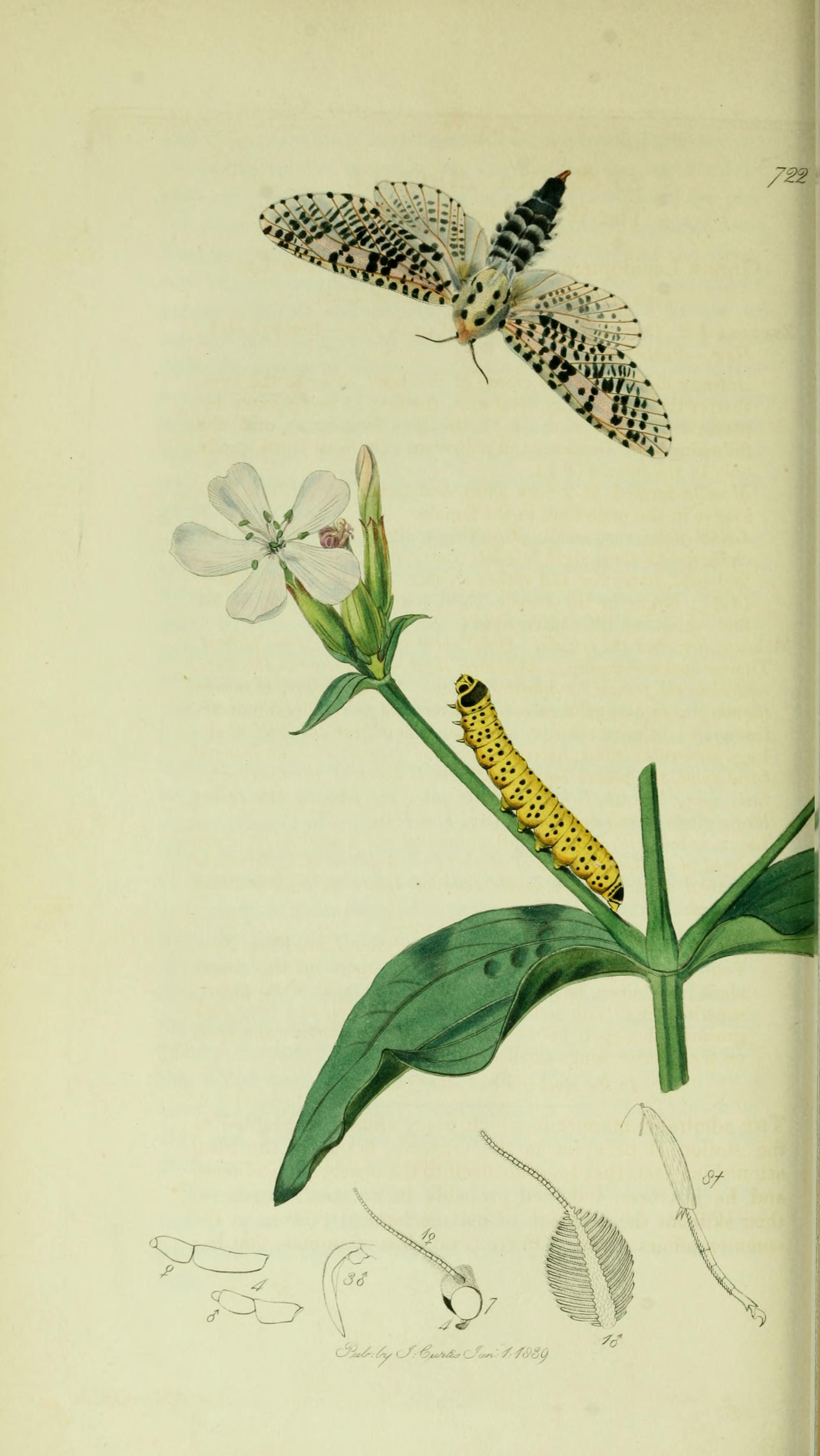
اليرقة والحشرة البالغة لحفار ساق التفاح

حفار ساق التفاح أو قتع الإجاص أو فرشة النمر (باللاتينية: Zeuzera pyrina)، هي حشرة ذات أهمية اقتصادية كبيرة تصيب عددًا كبيرًا من أنواع الأشجار المثمرة، مثل الساق في أشجار التفاح والأجاص والكرز والخوخ السفرجل والرمان والزيتون وتغطي بانتشارها الواسع أغلب مناطق زراعة هذه الأشجار.

## وصف الحشرة

### الحشرة الكاملة
عثة بيضاء على جناحيها الأماميين بقع زرقاء غامقة كثيرة ومبعثرة كما توجد على الصدر المغطى بالوبر الأبيض ست بقع زرقاء متتابعة. هناك فارق بين حجمي الأنثى والذكر، فالأنثى تبدو أكبر حجماً مع قرون استشعار خيطية. وطولها يتراوح بين 5-6 سم والذكر أصغر حجماً مع قرون استشعار نشيطة يتراوح طوله بين 3.5 – 4 سم بين طرفي الجناح.

### اليرقة
أسطوانية الشكل بيضاء مائلة إلى الاصفرار مع وجود عدد من النقاط السوداء على كل حلقة من حلقات جسمها. رأسها أسود وكذلك الحلقة الأولى من صدرها يتراوح طولها عند اكتمال نموها بين 5-6 سم.

## دورة حياة الحشرة
تظهر الفراشات خلال فصل الربيع ويستمر ظهورها خلال فصل الصيف على فترات تبعاً لاكتمال نمو أطوارها في أنفاقها. وهي ليلية بمعنى أنها تنشط ليلاً وتختبئ نهاراً. تتزاوج وتضع الأنثى البيض منفرداً غالباً في شقوق الساق. تبدأ اليرقة الصغيرة الناتجة عن الفقس بحفر نفق صاعد أولاً تحت سطح القشرة ثم في عمق الخشب. هذا النفق يتصل بالمحيط الخارجي بواسطة ثقب مفتوح تدفع منه اليرقة ماتفرزه من برازها ممزوجاً بنشارة الخشب. في هذا النفق الذي يبلغ طوله عادة 30 سم تقضي اليرقة صيفها وخريفها وشتاءها ثم ربيعها الثاني لتظهر بعد ذلك فراشة كاملة تعيد السيرة نفسها.

## أعراض الإصابة
وجود ثقب أو أكثر على ساق الشجرة المصابة أو فروعها تسيل منه عصارة نباتية مع تجمع نشارة الخشب الممزوجة بإفرازات اليرقة حول الثقب وتحته مباشرة عندما تكون الإصابة على الساق وإذا كشف الثقب وجد نفق صاعد إلى الأعلى انطلاقاً من مكان الثقب متوسط طوله 3.5 سم.

## أماكن تواجدها
كيرقة بمختلف أطوارها في الأنفاق التي تصنعها لنفسها سواء تحت القلف أو في عمق الخشب. وكفراشة تطير خلال الليل وتختبئ في ساعات النهار ولتأثير الضوء عليها تستعمل المصائد الضوئية لجذبها وجمعها وبالتالي تحديد مواعيد ظهورها.

## أضرار الحشرة
تكون نتيجة الأنفاق التي تحدثها اليرقات تحت طبقة القلف وفي عمق الخشب لساق الشجرة أو فروعها مما يسبب ضعف السوق والفروع وتعرضها للكسر سهل وخاصة عند وجود أكثر من نفق فيه وتعذر جريان النسغ فيها بشكل صحيح.

## المكافحة
- تأمين نمو سليم وقوي للأشجار عن طريق تنظيم العمليات الزراعية اللازمة لها كالتسميد والتقليم والري في أوقاتها المحددة.
- المراقبة المستمرة للأشجار وفي حال العثور على إصابة ما على الساق المسارعة إلى قتل اليرقات داخل أنفاقها باستعمال سلك طويل معقوف الرأس.
- وضع قليل من مبيد حشري في مدخل الثقب بعد التأكد من وجود اليرقة الحية في الداخل (يمكن معرفة ذلك بوجود نشارة من الخشب عند مسقط الثقب على الأرض). وتسده بمعجون التطعيم أو الطين لمنع خروج الغاز – المتطاير من المادة المستعملة.
- قطع الفروع في حال وجود إصابة عليها وذلك تحت الثقب مباشرة وحرقها للتخلص من اليرقات والعذارى الموجودة فيها.
- في حال انتشار الإصابة في الفروع وتعذر قطعها ترش الأشجار بمبيد حشري.

## معرض صور

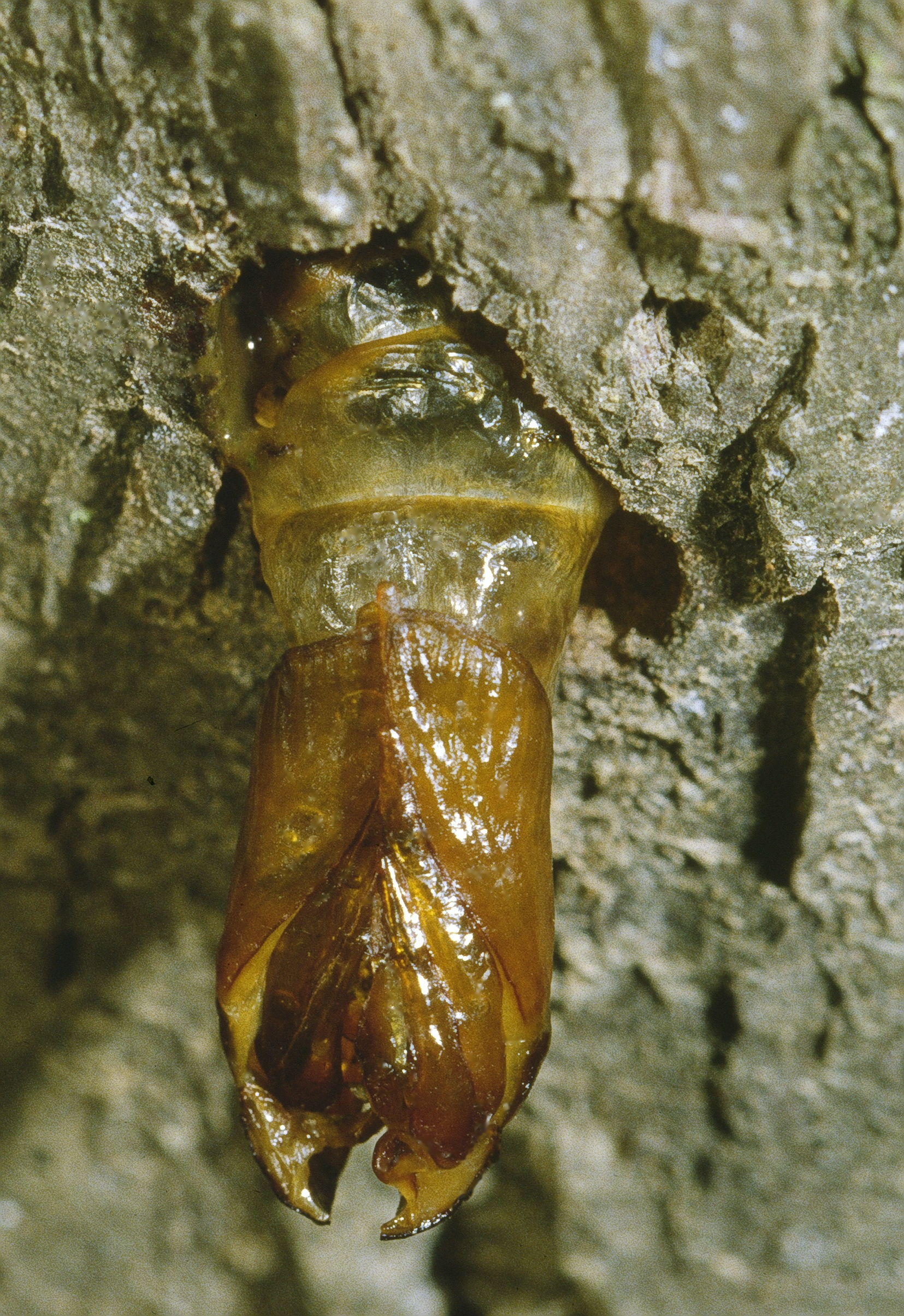
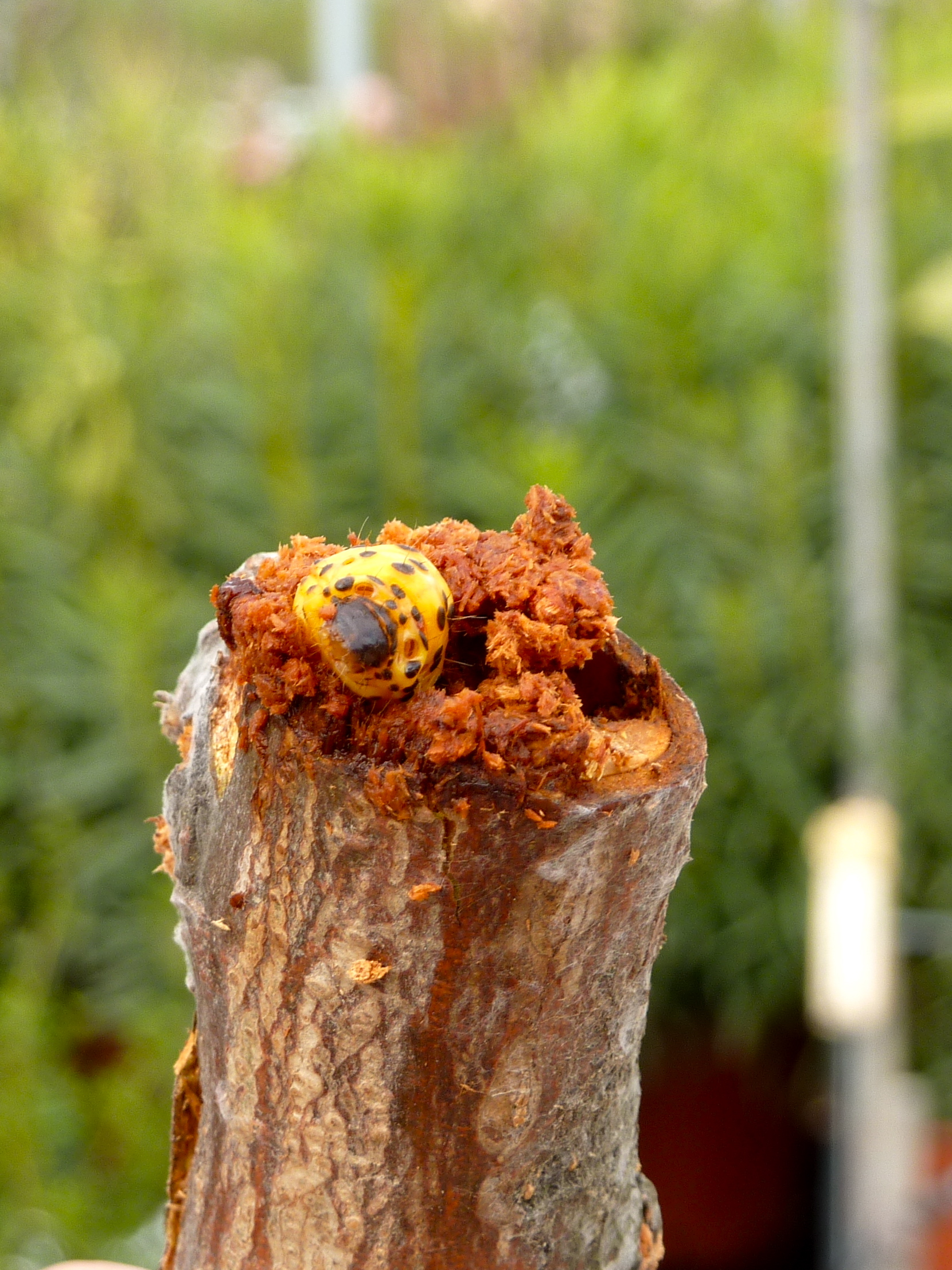
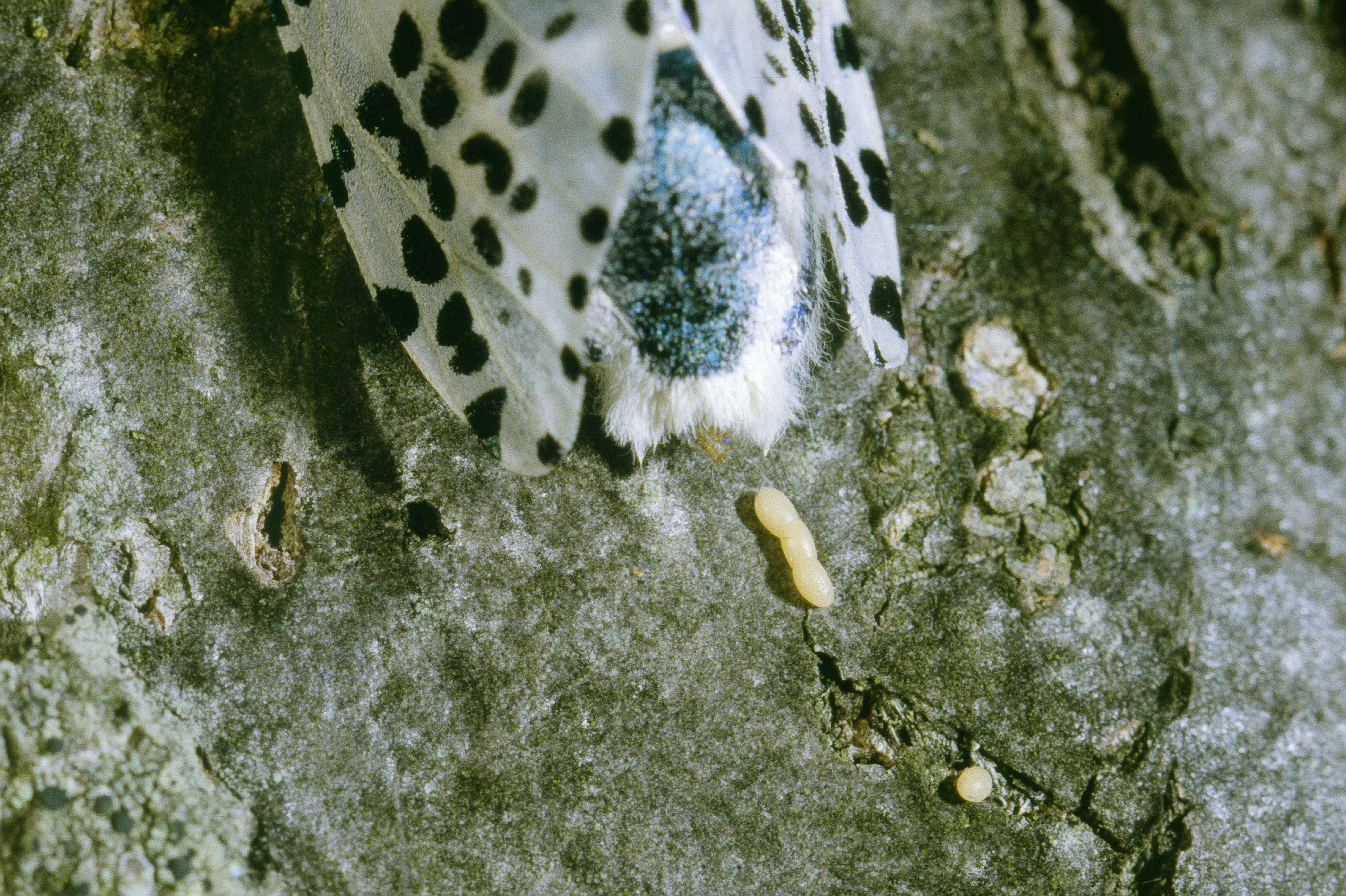
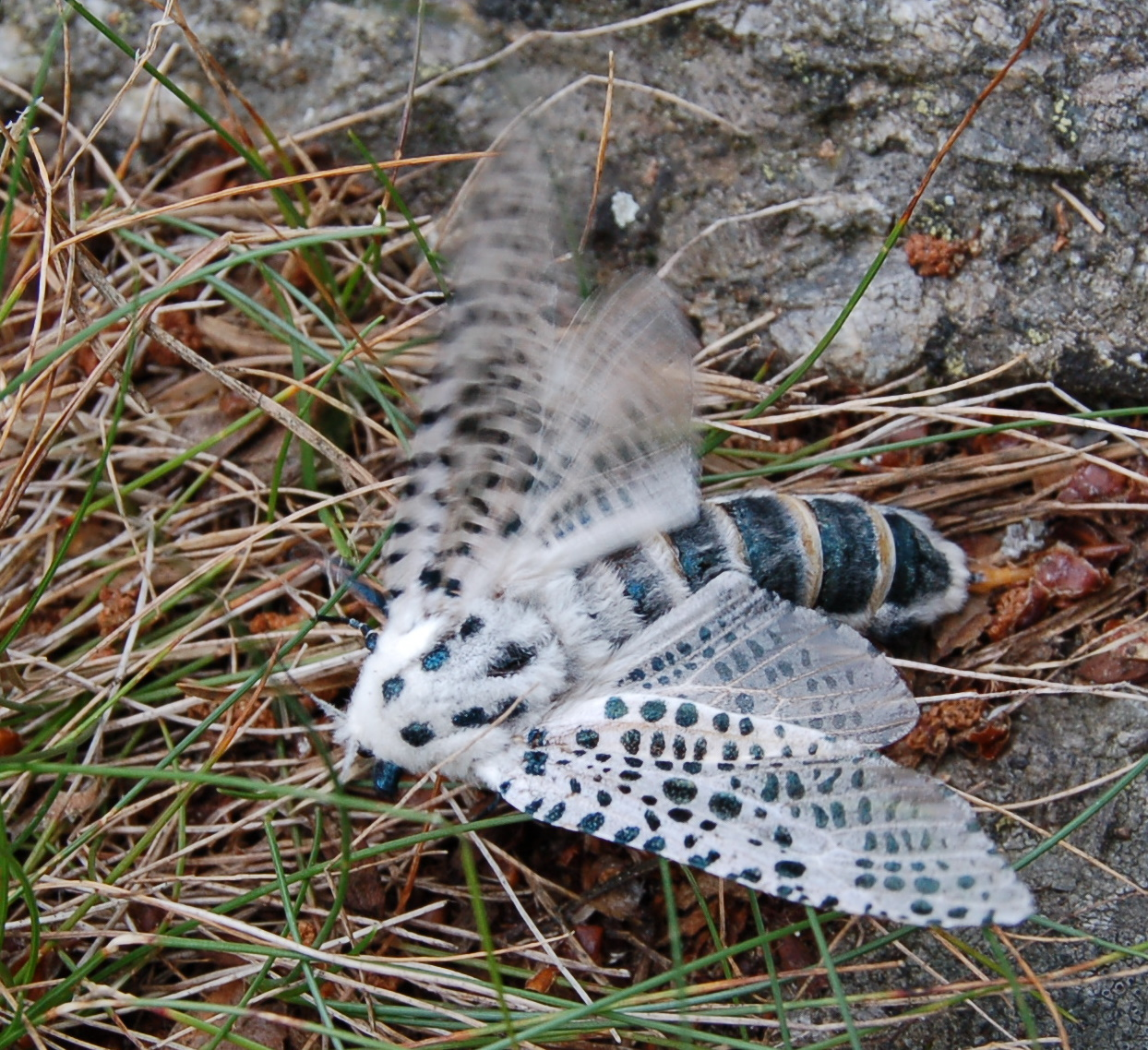